# Uniwersyteckie Centrum Ginekologiczno-Położnicze im. dr. Ludwika Rydygiera w Łodzi
Uniwersyteckie Centrum Ginekologiczno-Położnicze im. dr. Ludwika Rydygiera w Łodzi (dawn. II Szpital Miejski im. dr Ludwika Rydygiera) – szpital ginekologiczno-położniczy, położony przy ul. S. Sterlinga 13 w Łodzi.

## Historia
W 1927 Żydowskie Stowarzyszenie Niesienia Pomocy Położnicom i Niemowlętom wybudowało dwukondygnacyjną porodówkę wyposażony w centralne ogrzewanie instalacje wodociągową, elektryczną i gazową oraz windę. Po jej otwarciu, zamknięto placówkę przy ul. Mikołajewskiej 83 (obecnie ul. Henryk Sienkiewicza). W latach 40. XX w. w gmachu znajdowała się chirurgia i onkologia, natomiast od lat 50. do końca 70. XX w. w budynku znajdowała funkcjonowała klinika położnicza Akademii Medycznej, którą przeniesiono w 1980 do szpitala im. Madurowicza. Wówczas gmach szpitala przejęło miasto, nadając mu patrona – Ludwika Rydygiera.
1 listopada 1999 szpital stał się Samodzielnym Publicznym Zespołem Opieki Zdrowotnej o nazwie II Szpital Miejski im. dr Ludwika Rydygiera w Łodzi. W 2007 w szpitalu utworzono „Okno Nadziei”, zrealizowane w ramach „Zintegrowanego Programu Zapobiegającego Porzucaniu Dzieci – Mamo, Nie Porzucaj Mnie!”, w którym rodzic może porzucić anonimowo noworodka. W szpitalu ponadto funkcjonuje oddział dla dzieci oczekujących na adopcję. W 2014 szpital powiększono o kamienicę przy ul. Pomorskiej 59.
1 sierpnia 2020 szpital im. L. Rydygiera został włączony w struktury Centralnego Szpitala Klinicznego Uniwersytetu Medycznego w Łodzi.

## Wyróżnienia
Tytuł „Szpitala Przyjaznego Dziecku” (1995) przyznany przez Polski Komitet UNICEF w ramach akcji „Baby Friendly Hospital Initiative”.